# Henri Poels
Henricus Andreas Poels (Venray, 14 de fevereiro de 1868 – Heerlen, 7 de setembro de 1948) foi um sacerdote católico, teólogo e filantropo holandês.

## Biografia
Henri Poels nasceu em uma rica família de agricultores em Venray, Limburgo.

### Estudo e trabalho científico
Depois de estudar nos seminários de Rolduc e Roermond, foi ordenado sacerdote aos 23 anos. Após estudos adicionais em Louvain em estudos bíblicos, ele obteve seu doutorado em teologia em 1897.
Ele estava destinado a ser professor de estudos bíblicos no seminário maior, mas era suspeito de simpatias. O bispo Josephus Drehmanns van Roermond não era páreo para a figura muito mais poderosa do bispo Caspar Josefus Martinus Bottemanne van Haarlem. A cátedra de Poels foi cancelada. A ainda mais honrosa adesão à Pontifícia Comissão Bíblica, da qual o jovem Poels já estava quase assegurado, também passou por ele.
Durante a greve ferroviária de 1903, Poels foi ativo como capelão, pelo qual foi nomeado cavaleiro da Ordem de Orange-Nassau.
Poels tentou mais uma vez como professor de exegese na Universidade Católica de Washington. Entre 1904 e 1910 lecionou lá e foi demitido. Na base disso estava um artigo de Poels no qual ele (não o primeiro) desafiou a crença atual na teologia católica romana de que Moisés era o autor do Pentateuco, os cinco primeiros livros da Bíblia; ele argumentou que esses livros devem ter sido escritos por vários autores e editados bem depois da época de Moisés. Quarenta anos depois, a condenação de Poels era geralmente aceita nos círculos católicos.

### Capelão em Limburgo
O bispo Drehmanns nomeou Poels como capelão na região sul de Limburgo em 1910. A vida social em Limburgo foi organizada por Poels e seus associados de acordo com um estrito  modelo hierárquico-clerical católico. Poels também havia se mostrado um poderoso líder social em Venlo na época e assim permaneceria até pouco antes da guerra.
Para combater o déficit habitacional na região sul de Limburgo, ele fundou em 3 de julho de 1911, com o apoio do State Mines, Ons Limburg, órgão guarda-chuva das associações habitacionais locais.
Em 1913 foi nomeado capelão-chefe do Trabalho no distrito. Além disso, ele permaneceu muito ativo no estabelecimento de várias organizações. Poels encorajou o estabelecimento de  centros comunitários na região. Junto com o então diretor da escola de serviço social de Sittard, Willy Hillen, e o inspetor de saúde pública L. Veeger, foi um dos fundadores da  Fundação Onze Buurthuizen. Por meio de seus contatos com o State Mines e os prefeitos da região, obteve o apoio necessário para a realização desses equipamentos comunitários.
Em 1939, ele renunciou ao cargo de capelão-chefe das obras sociais. Karel Roncken o sucedeu. Durante a Segunda Guerra Mundial viveu na Suíça. Ele passou seus últimos dias no convento das Irmãs da Missão Médica em Imstenrade, perto de Heerlen, onde morreu. Ele foi enterrado quatro dias depois em sua cidade natal, Venray.

## Legado
- Estátuas de Poels foram colocadas em Venray (1953, Piet van Dongen) e Heerlen-Welten (1954, Wim van Hoorn). Em Venlo, o Dr. Poelsplein uma estátua da Sagrada Família com um relevo de bronze por Poels (1931, Charles Vos) no pedestal. O musel de Limburgo, também possui um busto de bronze de Poels.[4]
- Em vários lugares em Limburg, mas também além, uma rua ou praça leva seu nome, inclusive em seu local de nascimento, Venray, e ainda em Heerlen, Kerkrade, Simpelveld, Amstenrade, Schinnen, Schinveld, Klimmen, Gronsveld, Maastricht, Beek, Echt, Roermond, Reuver, Maasbree, Tegelen, Venlo, Gennep, Valkenswaard, 's-Hertogenbosch, Oss, Etten-Leur, Oosterhout, Oudenbosch, Roosendaal, Nijmegen, Westervoort, Oldenzaal, Wateringen e Amstelveen.[5]

## Referencias
1. ↑  'Hendrikus Andreas Poels', in geboorteakte Venray, 1868,  no. 19. en overlijdensakte Heerlen, 1948, no. 485.
2. ↑  Herman Nijenhuis (1987): Werk in de schaduw: club- en buurthuizen in Nederland, 1892-1970, derde druk, pp. 106-108.
3. ↑  «Wonen in de Lange of Kleine Grac». mestreechtersteerke.nl. Consultado em 24 de junho de 2023
4. ↑  Piets, Johan. «Limburgs Museum (Venlo) - Charlesvos.nl». www.charlesvos.nl (em neerlandês). Consultado em 24 de junho de 2023
5. ↑  «Wonen in de Lange of Kleine Grac». mestreechtersteerke.nl. Consultado em 24 de junho de 2023